# Liste der Bodendenkmäler in Bad Berneck im Fichtelgebirge
Auf dieser Seite sind die Bodendenkmäler in der oberfränkischen Stadt Bad Berneck im Fichtelgebirge zusammengestellt. Diese Tabelle ist eine Teilliste der Liste der Bodendenkmäler in Bayern. Grundlage ist die Bayerische Denkmalliste, die auf Basis des Bayerischen Denkmalschutzgesetzes vom 1. Oktober 1973 erstmals erstellt wurde und seither durch das Bayerische Landesamt für Denkmalpflege geführt wird. Die folgenden Angaben ersetzen nicht die rechtsverbindliche Auskunft der Denkmalschutzbehörde.

## Bodendenkmäler der Gemeinde Bad Berneck im Fichtelgebirge

### Bodendenkmäler in der Gemarkung Bad Berneck i.Fichtelgebirge
| Lage                                    | Objekt | Akten-Nr.     | Bild |
| --------------------------------------- | --- | ------------- | ---- |
| Bad Berneck i.Fichtelgebirge (Standort) | Mittelalterlicher Turmhügel. | D-4-5936-0016 |      |
| Bad Berneck i.Fichtelgebirge (Standort) | Abschnittsbefestigung vor- oder frühgeschichtlicher Zeitstellung.                                                                                             | D-4-5936-0017 |      |
| Bad Berneck i.Fichtelgebirge (Standort) | Befunde des Mittelalters und der frühen Neuzeit im Bereich der Burgruine Hohenberneck.                                                                        | D-4-5936-0040 |      |
| Bad Berneck i.Fichtelgebirge (Standort) | Befunde des Mittelalters und der frühen Neuzeit im Bereich der Burgruine Altes Schloss.                                                                       | D-4-5936-0041 |      |
| Bad Berneck i.Fichtelgebirge (Standort) | Befunde des Mittelalters und der frühen Neuzeit im Bereich der Ruine der Burgkapelle.                                                                         | D-4-5936-0042 |      |
| Bad Berneck i.Fichtelgebirge (Standort) | Vorgängerbauten sowie Befunde des Mittelalters und der frühen Neuzeit im Bereich der evangelisch-lutherischen Pfarrkirche Hl. Dreifaltigkeit von Bad Berneck. | D-4-5936-0043 |      |

### Bodendenkmäler in der Gemarkung Bärnreuth
| Lage                 | Objekt                                                            | Akten-Nr.     | Bild |
| -------------------- | ----------------------------------------------------------------- | ------------- | ---- |
| Bärnreuth (Standort) | Abgegangener frühneuzeitlicher Edelsitz der Herren v. Wallenrode. | D-4-5936-0055 |      |

### Bodendenkmäler in der Gemarkung Nenntmannsreuth
| Lage                       | Objekt                                                         | Akten-Nr.     | Bild |
| -------------------------- | -------------------------------------------------------------- | ------------- | ---- |
| Lanzendorf (Standort)      | Grabhügel der Hallstattzeit.                                   | D-4-5935-0008 |      |
| Nenntmannsreuth (Standort) | Befunde der frühen Neuzeit im Bereich von Schloss Falkenhaube. | D-4-5935-0078 |      |

### Bodendenkmäler in der Gemarkung Rimlas
| Lage              | Objekt                       | Akten-Nr.     | Bild |
| ----------------- | ---------------------------- | ------------- | ---- |
| Rimlas (Standort) | Mittelalterlicher Burgstall. | D-4-5935-0080 |      |